# Cuves (Manche)
Cuves település Franciaországban, Manche megyében. Lakosainak száma 263 fő (2022. január 1.). Cuves Les Cresnays, Le Mesnil-Adelée, Le Mesnil-Gilbert, Saint-Laurent-de-Cuves és Saint-Pois községekkel határos.

## Népesség
A település népességének változása:
| Lakosok száma | 474  | 349  | 297  | 357  | 299  | 286  | 283  | 280  | 277  | 263  |
|               | 1968 | 1982 | 1990 | 2006 | 2013 | 2015 | 2017 | 2019 | 2020 | 2022 |